# John Badham
Pour les articles homonymes, voir Badham.
Cet article possède un paronyme, voir John Hallam.
John Badham est un réalisateur et producteur britanno-américain, né le 25 août 1939 à Luton en Angleterre.

## Biographie
Né au Royaume-Uni, Badham a grandi aux États-Unis. Il travaille pour la télévision pendant plusieurs années avant de connaître le succès au cinéma avec La Fièvre du samedi soir (Saturday Night Fever) en 1977. Son dernier long métrage, Road Movie, remonte à 1998. Depuis, il réalise de nombreux épisodes de séries télévisées.
Il est le frère de l'actrice Mary Badham.
Il a été marié à l'actrice Jan Speck de 1983 à 1990.
Depuis 2005, il est professeur de cinéma à l'université Chapman à Orange.

## Filmographie

### Cinéma
- 1976 : Bingo (The Bingo Long Traveling All-Stars & Motor Kings)
- 1977 : La Fièvre du samedi soir (Saturday Night Fever)
- 1979 : Dracula
- 1981 : C'est ma vie, après tout ! (Whose Life Is It Anyway?)
- 1983 : Tonnerre de feu (Blue Thunder)
- 1983 : WarGames
- 1985 : Le Prix de l'exploit (American Flyers)
- 1986 : Short Circuit
- 1987 : Étroite Surveillance (Stakeout)
- 1990 : Comme un oiseau sur la branche (Bird on a Wire)
- 1991 : La Manière forte (The Hard Way)
- 1993 : Nom de code : Nina (Point of No Return)
- 1993 : Indiscrétion assurée (Another Stakeout)
- 1994 : Drop Zone
- 1995 : Meurtre en suspens (Nick of Time)
- 1997 : Incognito
- 1998 : Road Movie (Floating Away)

### Télévision
- 1969 : The Bold Ones: The New Doctors (série télévisée)
- 1970 : The Bold Ones: The Senator (série télévisée) (épisode A Single Blow of the Sword)
- 1970 : Night Gallery (série télévisée) (4 épisodes The Boy who Predicted Earthquakes, Camera Obscura, The Doll of Death et Green Fingers)
- 1971 : Cannon (série télévisée)
- 1971 : Nichols (en) (série télévisée)
- 1971 : The Impatient Heart (téléfilm)
- 1972 : Le Sixième Sens  (série télévisée)
- 1972 : Les Rues de San Francisco  (série télévisée)
- 1972 : Sans issue (en) (No Place to Run) avec Delbert Mann (téléfilm)
- 1972 : Cool Million (série télévisée)
- 1973 : Kung Fu (série télévisée) - 1 épisode
- 1973 : Police Story (série télévisée)
- 1973 : Isn't It Shocking? (en) (téléfilm)
- 1974 : Rex Harrison Presents Stories of Love, coréalisé avec Arnold Laven (téléfilm)
- 1974 : La Loi (en) (The Law) (téléfilm)
- 1974 : Calibre 38 (en) (The Gun) (téléfilm)
- 1974 : Reflections of Murder (en) (téléfilm)
- 1974 : The Godchild (téléfilm)
- 1976 : The Keegans (téléfilm)
- 1999 : Jack Bull (téléfilm)
- 2000 : The Last Debate (en) (téléfilm)
- 2002 : Le Sang du frère (My Brother's Keeper) (téléfilm)
- 2002 : The Shield (série télévisée) - 1 épisode
- 2002 : Liaison obscure (Obsessed) (téléfilm)
- 2003 : Soirée d'angoisse (en) (Footsteps) (téléfilm)
- 2004 : Evel Knievel (en) (téléfilm)
- 2005 : Blind Justice (série télévisée) - 1 épisode
- 2005 : Just Legal (série télévisée) - 1 épisode
- 2006-2007 : Heroes (série télévisée) - 2 épisodes
- 2007-2011 : Enquêteur malgré lui (Psych) (série télévisée) - 6 épisodes
- 2008 : Las Vegas (série télévisée) - 1 épisode
- 2008 : Men in Trees : Leçons de séduction (Men in Trees) (série télévisée) - 1 épisode
- 2008 : US Marshals : Protection de témoins (In Plain Sight) (série télévisée) (épisode A Fine Meth)
- 2009 : The Beast (série télévisée) (épisode Infected)
- 2009 : Esprits Criminels (série télévisée) - 1 épisode
- 2010 : The Event (série télévisée) - 1 épisode
- 2012-2013 : Nikita (série télévisée) - 3 épisodes
- 2014 : Constantine (série télévisée) - 1 épisode
- 2014-2017 : Supernatural (série télévisée) - 9 épisodes
- 2015 : 12 Monkeys (série télévisée) - 1 épisode
- 2015 : Arrow (série télévisée) - 1 épisode
- 2015 : Stitchers (série télévisée) - 1 épisode
- 2016 : Rush Hour (série télévisée) - 1 épisode
- 2017 : Stitchers (série télévisée) - 1 épisode
- 2018-2020 : Siren (série télévisée) - 3 épisodes